# Лукач (річка)
Лукач — річка  в Україні, у Снятинському  районі Івано-Франківської області, ліва притока Чорняви  (басейн Дунаю).

## Опис
Довжина річки  приблизно 8 км. Формується з багатьох безіменних струмків.  

## Розташування
Бере  початок у селі Зібранівка. Тече переважно на південний захід  і між селами Любківці та Вовчківці впадає у річку Чорняву, ліву притоку Пруту.
Річку перетинає автомобільна дорога Н10